# Famille von Kotze
La famille von Kotze, également sous les formes Cotze, Cozze, Cottze, Cozcze, Koze, Kotzé, Kosse, Kotzschen, Kotzsch ou Kotzsche, est une ancienne famille noble de Haute-Saxe (de)-Magdebourg. Des branches de la famille existent encore aujourd'hui.

## Histoire
La famille apparaît pour la première fois dans les documents en 1112 puis en 1234 avec Theodoricus Cozce, et en 1243 avec Tidericus Kotze , tandis que la lignée familiale commence en 1316 avec Hermann von Kotze. Elle possède des biens considérables dans le duché de Magdebourg et dans la principauté épiscopale de Mersebourg et entre Mersebourg et Halle, y compris à Ammendorf, Altenhausen, Alvensleben, Beesen, Döllnitz, Dornburg/Elbe, Groß Germersleben (de) (1489-1830), Klein Germersleben, Lodersleben et Klein Oschersleben, Großkugel, Tornau, Parchen. La famille est propriétaire féodale de domaines à Kirchscheiden de 1454 à 1540.
Les pierres tombales de la famille se trouvent dans les cimetières paroissiaux de Lodersleben et Klein-Oschersleben.
La famille von Kotze est parfois confondue avec les Knutons (de) dans le « Deutsches Adels-Lexicon » de Kneschke.

## Blason
Les armoiries parlantes de 1592 représentent un homme debout en argent, tourné vers l'avant, portant une bure noire, avec des cheveux et une barbe dorés. Un lévrier argenté avec un collier doré est assis sur le casque aux lambrequins noires et argentées.[réf. nécessaire]

## Personnalités
- Jacob Kotze (de) (1590-1606), étudiant en arts libéraux à l'Université de Tübingen
- Hans Wilhelm von Kotze (de) (1802-1885), président du district de Köslin 1864/66 et d'Erfurt 1867/74
- Gustav von Kotze (de) (1806-1880), lieutenant général prussien
- Gebhard von Kotze (1808-1893), lieutenant général prussien
- Ludolf von Kotze (1840-1917), propriétaire d'un manoir, administrateur de l'arrondissement de Wanzleben et député de la Chambre des représentants de Prusse
- Hugo Hans von Kotze (1843-1921), lieutenant général prussien
- Leberecht von Kotze (de) (1850-1920), chambellan allemand et maître de cérémonie de la cour de Guillaume II.
- Hermann von Kotze (de) (1851-1925), lieutenant général prussien
- Stefan von Kotze (de) (1869-1909), aventurier et auteur de nombreux livres
- Hans Peter von Kotze (de) (1873-1915), administrateur de l'arrondissement de Wanzleben
- Hans Ludolf von Kotze (de) (1876-1952), administrateur de l'arrondissement d'Haldensleben
- Hans Gebhard von Kotze (de) (1889-1942), général de division allemand
- Hans Ulrich von Kotze (de) (1891-1941), fonctionnaire au ministère des Affaires étrangères, conseiller de légation, envoyé à Riga de 1938 à 1941